# Лінкольн Макілраві
Лінкольн Пол Макілраві (англ. Lincoln Paul McIlravy; нар. 17 липня 1974, Рапід-Сіті, Південна Дакота) — американський борець вільного стилю, срібний та бронзовий призер чемпіонатів світу, чемпіон Панамериканських ігор, триразовий володар Кубків світу, чемпіон Ігор доброї волі, бронзовий призер Олімпійських ігор.

## Життєпис
Боротьбою почав займатися з 1979 року.
Виступав за борцівський клуб «Gateway» Коралвіль, Айова. Чотририразовий чемпіон США.
На літніх Олімпійських іграх 2000 року в Сіднеї, Австралія він переміг борців з Нігерії, Туреччини та Молдови, та досягнувши півфіналу, програв у додатковий час майбутньому чемпіонові цих ігор, Даніелю Ігалі з Канади. У сутичці за бронзову нагороду з рахунком 3-1 здолав Сергія Демченка з Білорусі.
Після завершення спортивної кар'єри перейшов на тренерську роботу. Працював асистентом тренера в штаті Айова, готував американську чоловічу збірну в Олімпійському тренувальному центрі США.
Уведений до Національної Зали Слави боротьби у 2010 році.

## Спортивні результати на міжнародних змаганнях

### Виступи на Олімпіадах
| Змагання                    | Збірна | Вагова категорія          | Місце  |
| --------------------------- | ------ | ------------------------- | ------ |
| Літні Олімпійські ігри 2000 | США    | вільна боротьба, до 69 кг | Бронза |

### Виступи на Чемпіонатах світу
| Змагання                        | Збірна | Вагова категорія          | Місце  |
| ------------------------------- | ------ | ------------------------- | ------ |
| Чемпіонат світу з боротьби 1997 | США    | вільна боротьба, до 69 кг | 12     |
| Чемпіонат світу з боротьби 1998 | США    | вільна боротьба, до 69 кг | Бронза |
| Чемпіонат світу з боротьби 1999 | США    | вільна боротьба, до 69 кг | Срібло |

### Виступи на Панамериканських іграх
| Змагання                  | Збірна | Вагова категорія          | Місце  |
| ------------------------- | ------ | ------------------------- | ------ |
| Панамериканські ігри 1999 | США    | вільна боротьба, до 69 кг | Золото |

### Виступи на Кубках світу
| Змагання                    | Збірна | Вагова категорія          | Місце  |
| --------------------------- | ------ | ------------------------- | ------ |
| Кубок світу з боротьби 1998 | США    | вільна боротьба, до 69 кг | Золото |
| Кубок світу з боротьби 1999 | США    | вільна боротьба, до 69 кг | Золото |
| Кубок світу з боротьби 2000 | США    | вільна боротьба, до 69 кг | Золото |

### Виступи на інших змаганнях
| Змагання                                         | Збірна | Вагова категорія          | Місце  |
| ------------------------------------------------ | ------ | ------------------------- | ------ |
| Відкритий міжнародний турнір «Sunkist Kids» 1996 | США    | вільна боротьба, до 69 кг | Золото |
| Ігри доброї волі 1998                            | США    | вільна боротьба, до 69 кг | Золото |
| Гран-прі «Іван Яригін» 1998                      | США    | вільна боротьба, до 69 кг | Золото |